# 中原靖夫
中原 靖夫（なかはら やすお、1898年 - 1970年）は、日本の建築技師。大阪府建築課元技師。名古屋建築士補導所・第二職業訓練所元所長。愛知県総合建設共同高等訓練所元講師。

## 略歴
関西工学専修学校（現：大阪工業大学）建築科卒業。大阪府建築課に入庁、技師となる。戦時下で外地官庁技師の任務を経て、終戦により内地に引き揚げた後、名古屋建築士補導所・第二職業訓練所、岡崎職業訓練所の各所長を歴任。愛知県広域で名古屋・安城・刈谷・豊田の各建設職業訓練所講師を務める。また、愛知県総合建設共同高等訓練所講師、三重県上野建設訓練所講師も務めた。特に、これら東海地方の職業教育の功により勲五等瑞宝章を受章。

## 主な著書
- 建築木構造工作図集（玉置豊次郎監修、オーム社1967、学術書）[2]
- すぐに役立つ建築の規矩術（単著、理工学社1967、学術書）[3]
- 建築の造作図集 : 工作本位（単著、理工学社1968、学術書）
- 実用図解 大工さしがね術（玉置豊次郎監修、理工学社1969、学術書）